# دارک‌ساید
دارک‌ساید ((به انگلیسی: Darkseid) ‎/ˈdɑːrksaɪd/‎) یک شخصیت خیالی ابرشرور در کتاب‌های کامیک آمریکایی منتشر شده توسط دی‌سی کامیکس است. شخصیت دارک‌ساید توسط جک کربی خلق شده‌است؛ که برای اولین بار حضوری تک‌جلوه در شمارهٔ ۱۳۴ از مجموعه کمیک پال جیمی اولسنِ سوپرمن (دسامبر ۱۹۷۰) داشت، و سپس به‌طور کامل در شمارهٔ ۱ فوراور پیپل (فوریه ۱۹۷۱) حضور پیدا کرد.
دارک‌ساید که به عنوان اوکساس (به انگلیسی: uxas) شناخته می‌شد، یک خدای جدید و جبار آپوکالیپس است و هدف نهایی او تسخیر و به بردگی گرفتن تمام مالتیورس، با نابودی امید و اراده آزاد در موجودات هوشمند، می‌باشد. او ابتدا به این منظور خلق شد تا آنتاگونیست اصلی حماسه جهان چهارم جک کربی باشد اما مدتی بعد به یکی از بزرگ‌ترین دشمنان سوپرمن و اصلی‌ترین دشمن لیگ عدالت تبدیل شد. او اغلب به عنوان یکی از قدرتمندترین موجودات در جهان دی‌سی محسوب می‌شود.
دارک‌ساید تا به امروز در تجسم‌های رسانه ای مختلفی حضور یافته‌است. نخستین حضور او در یک لایو اکشن در فیلم لیگ عدالت زک اسنایدر (۲۰۲۱) رقم خورد و ری پورتر نقش او را به تصویر می‌کشید. علاوه بر این اشخاصی چون مایکل ایرون‌ساید، آندره بروگر، تونی تاد و دیگران هم صداپیشگی این شخصیت را در انیمیشن‌ها و بازی‌های ویدیویی انجام داده‌اند.

## تاریخچه انتشار
هنگامی که جک کربی در سال ۱۹۷۰ به دی‌سی کامیکس بازگشت آغاز به خلق یک مجموعه ای از عناوین مرتبط به نام جهان چهارم کرد. این مجموعه شامل یک سه‌گانه از عناوین خدایان جدید، مستر میراکل و فوراور پیپل (و همچنین مجموعه پال جیمی اولسن سوپرمن) بود. دارک‌ساید به عنوان یک دیکتاتور عالی‌رتبه برای ایفای نقش آنتاگونیست اصلی این سری خلق شد. به گفته مارک اوانیر، نویسنده کامیک بوک، جک کربی برای طراحی صورت دارک‌ساید از یک بازیگر به نام جک پالانس الهام گرفت و برای شخصیت آن از آدولف هیتلر و ریچارد نیکسون استفاده کرد.او نخستین بار حضور کوتاهی در شمارهٔ ۱۳۴ از مجموعه کمیک پال جیمی اولسنِ سوپرمن (نوامبر ۱۹۷۰) داشت، و سپس به‌طور کامل در شمارهٔ ۱ فوراور پیپل (فوریه ۱۹۷۱) حضور پیدا کرد. او به تدریج یکی از اصلی‌ترین خبیث‌های دی‌سی کامیکس شد و با ابرقهرمانانی چون بتمن و سوپرمن روبرو شد و امروزه بزرگ‌ترین دشمن لیگ عدالت به‌شمار می‌آید.

## فُرم حقیقی و آواتارها
آواتارِدارکساید هنگامی که با آنارکی صحبت می‌کرد، فاش کرد که اویک آواتار ازخود قادر مطلق واقعی خود است. این به این دلیل است که خدایان جدید منحصر به فرد هستند و نسخه‌های جایگزینی از طریق Multiverse ندارند، اما فقط یک خدای جدید «واقعی» برای تعداد بی‌نهایت جهان وجود دارد. این آواتارها اغلب به جای جبران دارک‌ساید در خارج از جهان چهارم مورد استفاده قرار می‌گیرند اما هنوز هم پیش‌بینی ذهن، اراده و قدرت او هستند که در مقایسه با شکل واقعی او فقط از قدرت کمتری برخوردار است.
بحران نهایی
پیش از بحران نهایی، نمایش قدرت دارکساید حقیقی توسط آواتارهای او انجام می‌شد. او با سقوطش به روی کل مولتیورس (چندجهانی) ساختار مولتیورس را در تمام زمان‌ها شکست و همه چیز را به پایین و ناامیدی کشاند و حتی به ابعادی به بلندای اورری جهان‌ها را تخریب کرد که حاوی بلید ۵بُعدی و در آنجا همه‌چیز با دارکساید یکی شد و زمان دیگر وجود نداشت و آنجا بود که مندراک دکس نوو بپا خواست و از اور ووید حرکت کرد تا دی‌سی کامیکس را نابود کند و تمام داستان‌های خلقت را بخورد، اما مندراک با شکست خوردنش از کازمیک آرمور سوپرمن، که نگهبان دی‌سی کامیکس در مقابل تهدیدات آمنیورسال نظیر مندراک بود، تأثیر بسیار مهمی در سقوط شَر وبدی داشت و درنهایت سوپرمن با فرکانس ضد ارتعاشی فُرم حقیقی دارکساید را نابود کرد و بااستفاده از ماشین معجزه (میراکل ماشین) دنیای دی‌سی را ریبوت کرد و آرزوی پایان خوشی برای دی‌سی کامیکس کرد که برآورده شد.
بازگشت دارکساید تروفورم
بعد از اینکه مندراک توسط اُور ووید تضعیف شد، گروه آنکسپکتد دریک درگیری توانست فیزیولوژی مندراک بسیار ضعیف را به ماده تاریک تغییر داد و دوباره او را به دنیای تاریک برگرداند و او را زندانی کرد.
بعد از رویداد دث متال مشخص شد که دارکساید حقیقی تمام این مدت در ارث امگا زندانی بوده و حال با آزاد شدنش تصمیم گرفت بار دیگر به آمنیورس پایان بدهد. او تمام آواتارهای خود را جذب کرد و در ابتدای ورود خود گروه کوئینتنس که شامل اسپکتر، فانتوم استرنجر، ویزارد شزم، هرا، هایفادر و کانتت بودراکشت بعدازآن وارد یک جنگ با فرشته‌ای قدرتمند به نام آزمودل شد و پیروز شد او حتی کنترل داستان را در مرز بینهایت در دست کنترل گرفت و در وُید نظاره گر تمام بحران ها و دث متال بود. او همینطور با امپتی هَند که دست راست تاریکی اعظم بود وارد یک نبرد شد که این نبرد برنده‌ای نداشت(هرچند امپتی هَند نشان داد که قویتر است). دارکساید حقیقی جرعت کرد با خود تاریکی اعظم روبه رو شود، اما سرانجام تسلیم او شد و تحت اختیار او درآمد، تاریکی اعظم همچنین ارتش تاریک خود را که شامل قدرتمندترین ابرشروران دیسی بود تشکیل داد، در اولین رویارویی لیگ عدالت با ارتش تاریک، پریا باقدرت تاریکی اعظم توانست لیگ عدالت را به‌طور موقت بکشد، (درزمان جنگ دارک ساید که برای چند ثانیه توسط بلک آدام از کنترل گریت دارکنس خارج شد سعی کردبه لیگ عدالت هشدار و تنها شانس زنده ماندن رابدهد اما نتوانست ودوباره تحت تسلط گریت دارکنس درآمد)، بااینحال تنها بلک آدام از مرگ موقت لیگ عدالت نجات پیدا کرد وبه زمین برگشت، بعد از رؤیایی لیگ عدالت جدید (با رهبری جان کنت) زمانی که همه از ارتش تاریک شکست خوردند، سوپرمن که قبلا تمام انرژی‌های بحرانی را جذب کرد و ارتباط پریا با تاریکی اعظم و دنیای خیالی خودش (پریا) قطع کرد بدنی جدید و قدرتمندتر برای تمام اعضای لیگ عدالت خلق کرد و لیگ عدالت را دوباره زنده کرده و بازگشتند، و به کمک لیگ عدالت جدید آمدند و پس از بازگشت مولتیورس ۲ لیگ عدالت قدیمی ارتش تاریک را شکست داده و فلش فمیلی تمام مولتیورس اصلی را از تاریکی پاک کردند و بینهایت جهان به آمنیورس جدید دی‌سی بازگشتند.

## زندگینامه ساختگی شخصیت
هنگامی که ایزدان کهن در راگناروک سقوط کردند، ایزدان جدید جایگزین آن‌ها شدند. اما این تنها یک چرخه بود، و قدرت، روش‌شناسی و سرنوشت نهایی ایزدان کهن در ایزدان جدید باقی ماند. به‌طور دقیق مشخص نیست که «Uxas» چگونه تبدیل به چنین تجسم اهریمنی فعلی شده‌است. اما مشخص است که دو رویداد کلیدی او را در این مسیر قرار داده‌است. Uxas برای بدست گرفتن قدرت در سیارهٔ آپوکالیپس، مادر خود هگرا را به قتل رساند، پس از اینکه پدرش یوگا خان در تلاش برای گشودن رمز سرچشمه عاجز ماند و در «دیوار سرچشمه» بدام افتاد. سپس دیساد، یکی از پیروان Uxas، به دِرَکس، برادر او، برای دست‌یابی به قدرت امگا خیانت کرد. Uxas سپس برادر خود را نیز به قتل رساند و خود را وارث حقیقی اثر امگا دانست و در نتیجه تبدیل به مخلوقی سنگی شکل با نام جدید دارک‌ساید شد.
در برهه‌ای از زمان، دارک‌ساید شیفتهٔ دانشمند و جادوگری در آپوکالیپس به نام سولی گردید، که از او صاحب پسری به نام کالیباک شد. اگرچه سولی توسط دیساد و به دستور هگرا مسموم شد، زیرا او معتقد بود سولی پسرش را به فساد خواهد کشید. به دنبال مرگ سولی، قلب دارک‌ساید حتی سردتر از گذشته شد و به دیساد دستور داد تا هگرا را به قتل برساند و به محض اینکه دیساد مأموریت خود را انجام داد، دارک‌ساید تبدیل به پادشاه عالی‌رتبه و حاکم مطلق آپوکالیپس شد. دارک‌ساید که بر خلاف میل باطنی خود و قبل از این ماجرا توسط مادرش مجبور شده بود با زنی به نام تایگرا ازدواج کند، از او نیز صاحب پسری به نام اوریون شد. دارک‌ساید به تایگرا دستور داد تا پسرشان اوریون را از بین ببرد که در معاملهٔ پیمان صلح میان نیو جنسیس و آپوکالیپس به هایفادر، رهبر نیو جنسیس در ازای پسرش اسکات فری واگذار شده بود. نبرد میان دو سیاره تنها با تبادل دیپلماتیک پسرهای هایفادر و دارک‌ساید محقق گردید. در این بین پسر دوم دارک‌ساید به هایفادر واگذار شد، در حالی که او نیز اسکات فری را دریافت کرد.

## توانایی‌ها و قدرت‌ها
دارک‌ساید در زمره قدرتمندترین تبهکارها و شخصیت‌های بدذات دنیای دی‌سی قرار دارد. او مخلوقی بسیار قدرتمند از سیارهٔ آپوکالیپس است که قدرت و آسیب‌ناپذیری‌اش با شخصیت سوپرمن مقایسه می‌شود. قدرت او به راحتی بیش از ۱۰۰ تن است که او را در لیست یکی از قوی‌ترین شخصیت‌های دنیای دی‌سی قرار می‌دهد. او همچنین قادر به تفکر و واکنش در میکروثانیه، و حرکت با سرعتی بسیار زیاد است، اگرچه او در زمینهٔ سرعت به شخصیت‌هایی نظیر فلش و سوپرمن نمی‌رسد، اما سرعت او به اندازه‌ای زیاد است که در برخی مواقع در حین مبارزه آن‌ها را غافلگیر و متعجب می‌سازد. او دارای توانایی زوددرمانی و قادر به التیام هر نوع زخمی است. قدرت اصلی دارک‌ساید، با نام پرتوهای امگا شناخته می‌شود، شکلی از انرژی که از چشمان یا دست‌هایش شلیک می‌شوند و قدرت آسیب‌رسانی و تخریب بالایی دارد و قادر به از بین بردن هر جاندار یا شیء است. اما برخی مخلوقات ابرقدرت همچون سوپرمن، دومزدی و زن شگفت‌انگیز به واسطهٔ دست‌بندش، در برابر این پرتوی انرژی مقاومت نشان داده‌اند (اگرچه در مورد سوپرمن با درد زیادی همراه بود). اما گفته شده هیچ چیز قادر به زنده ماندن در مقابل اثر کامل پرتو امگا نیست.
بافت‌های بدن دارک‌ساید تولید سموم خستگی نمی‌کنند و در نتیجه استقامتی پایان‌ناپذیر را برایش فراهم می‌سازند. او می‌تواند بدون توقف تا زمانی که حریفش از پا درآید به مبارزه بپردازد. او مقاومت بسیار بالایی در برابر انواع بیشماری از حملات فیزیکی و ذهنی دارد. از دیگر توانایی‌های او می‌توان به دورجنبی، دورآگاهی، کنترل ذهن، پرواز کردن، افزایش اندازهٔ فیزیکی، دورنوردی خود و افراد دیگر به هر مکانی در جهان هستی اشاره کرد. همانند تمامی نژاد ایزدان جدید، دارک‌ساید نامیرا و دارای طول عمر دراز است که به او اجازهٔ بقا در بازهٔه‌ای زمانی نامحدود را می‌دهد، و همچنین در برابر سموم و بیماری‌های سیارات دیگر مصونیت دارد.
دارک‌ساید واقعی (فرم واقعی دارک ساید) تقریباً تمامی قدرت‌های موجود در جهان را دارا می‌باشد و با موجودات کیهانی مقایسه می‌شود، در واقع این بدن یک آواتار قدرتمند است که توسط دارک‌ساید واقعی کنترل می‌شود.

## حضور در رسانه‌ها
انیمیشن‌ها، فیلم‌ها و بازی‌هایی که شخصیت دارک‌ساید در آن‌ها حضور داشته شامل:
- اگرچه دارک ساید هنوز در دنیای سینمایی دی سی به‌طور کامل حضور نیافته اما در فیلم بتمن در برابر سوپرمن: طلوع عدالت محصول سال ۲۰۱۶ در قالب نشانه‌هایی از آینده به بتمن نشان داده شد. همچنین در فیلم لیگ عدالت محصول سال ۲۰۱۷ شخصیت استپن‌ولف اشاره‌هایی به این کاراکتر شرور کرد. شخصیت دارک‌ساید در نسخه لیگ عدالت زک اسنایدر محصول سال ۲۰۲۱ حضور دارد.
- انیمیشن سوپرمن/بتمن: آخرالزمان محصول سال ۲۰۱۰ با صداپیشگی آندره بروگر
- انیمیشن لیگ عدالت: جنگ محصول سال ۲۰۱۴ با صداپیشگی استیون بلوم
- انیمیشن Justice League Dark: Apokolips War
- انیمیشن Lego DC Comics Super Heroes: Justice League vs. Bizarro League محصول سال ۲۰۱۵ با صداپیشگی تونی تاد
- انیمیشن Lego DC Comics Heroes: Justice League: Attack of the Legion of Doom محصول سال ۲۰۱۵ با صداپیشگی تونی تاد
- انیمیشن لیگ عدالت: خدایان و هیولاها محصول سال ۲۰۱۵ با صداپیشگی بروس توماس
- انیمیشن سریالی Super Friends: Legendary Super Powers Show محصول سال ۱۹۸۴ تا ۱۹۸۵ با صداپیشگی فرانک ولکر
- انیمیشن سریالی The Super Powers Team: Galactic Guardians محصول سال ۱۹۸۵ تا ۱۹۸۶ با صداپیشگی فرانک ولکر
- انیمیشن سریالی Superman: The Animated Series محصول سال ۱۹۹۶ تا ۲۰۰۰ با صداپیشگی مایکل ایرون ساید
- انیمیشن سریالی Justice League محصول سال ۲۰۰۱ تا ۲۰۰۴ با صداپیشگی مایکل ایرون ساید
- انیمیشن سریالی Justice League Unlimited محصول سال ۲۰۰۴ تا ۲۰۰۶ با صداپیشگی مایکل ایرون ساید
- دارک‌ساید در آخرین فصل مجموعه تلویزیونی اسمالویل حضور دارد
- انیمیشن سریالی Batman: The Brave and the Bold محصول سال ۲۰۰۸ تا ۲۰۱۱ با صداپیشگی مایکل لئون وولی
- انیمیشن سریالی Young Justice: Invasion محصول سال ۲۰۱۰ تاکنون
- انیمیشن سریالی Justice League Action محصول سال ۲۰۱۶ تا ۲۰۱۸ با صداپیشگی جاناتان آدامز
- بازی Superman: The Game محصول سال ۱۹۸۵
- بازی لیگ عدالت نیروی ویژه محصول سال ۱۹۹۵
- بازی Superman: Shadow of Apokolips محصول سال ۲۰۰۲ و ۲۰۰۳ با صداپیشگی کوین مایکل ریچاردسون
- بازی Justice League Heroes محصول سال ۲۰۰۶ با صداپیشگی دیوید سوبولوو
- بازی مورتال کامبت علیه دنیای دی‌سی محصول سال ۲۰۰۸ با صداپیشگی پری براون
- بازی لگو بتمن ۳: ماورای گاتهام محصول سال ۲۰۱۴ با صداپیشگی تراویس ویلینگهام
- بازی ویدئویی لگو دی‌سی ابرشروران محصول سال ۲۰۱۸ با هنرنمایی مایکل ایرون ساید
- بازی‌های بی‌عدالتی: خدایان میان ما و دنبالهٔ آن بی‌عدالتی ۲